# Wojcza (gmina)
Wojcza (alt. Wójcza.) – dawna gmina wiejska istniejąca do 1954 roku w woj. kieleckim. Nazwa gminy pochodzi od wsi Wojcza (obecna nazwa Wójcza), lecz siedzibą władz gminy był Biechów.
W okresie międzywojennym gmina Wojcza należała do powiatu stopnickiego w woj. kieleckim. Po wojnie gmina zachowała przynależność administracyjną. 12 marca 1948 roku zmieniono nazwę powiatu stopnickiego na buski. Według stanu z dnia 1 lipca 1952 roku gmina składała się z 9 gromad: Biechów, Chrzanów, Oblekoń, Piestrzec, Podwale, Trzebica, Wojcza, Wojeczka i Wola Biechowska.
Jednostka została zniesiona 29 września 1954 roku wraz z reformą wprowadzającą gromady w miejsce gmin. Po reaktywowaniu gmin z dniem 1 stycznia 1973 roku gminy Wojcza nie przywrócono, a jej dawny obszar wszedł głównie w skład gminy Pacanów.